# Памятник А. П. Чехову (Москва, Камергерский переулок)
Памятник Антону Павловичу Чехову работы петербургского скульптора Михаила Аникушина (1917–1997) установлен в Москве в Камергерском переулке, в пешеходной зоне у дома № 2 Тверской улицы.

## История
Авторами памятника выступили скульптор М. Аникушин, архитекторы М. Посохин и М. Фельдман.
Памятник был открыт в период празднования 100-летия Московского Художественного театра 27 октября 1998 года (Аникушин не дожил до этого дня, по некоторым сведениям место для установки памятника выбрал Ю. М. Лужков).
Мэрия г. Москвы выделила на сооружение памятника 5 миллионов рублей.
Материал памятника — бронза, постамент — гранит.
В январе 2012 года заместитель председателя РОД «Наследие» Владимир Чудинов направил обращение в адрес мэра Москвы Сергея Собянина с просьбой рассмотреть возможность перенести памятник А. П. Чехову на Страстной бульвар, где его первоначально планировали установить с учётом художественного замысла скульптора Михаила Аникушина. Композицией предусматривалось установить рядом с памятником скамейку, фонарный столб и декоративное ограждение.
В марте 2013 года глава МХТ имени А. П. Чехова Олег Табаков предложил перенести памятник — оставить его в Камергерском переулке, но передвинуть ближе к улице Большая Дмитровка.